# Ocnaea auripilosa
Ocnaea auripilosa är en tvåvingeart som beskrevs av Johnson 1923. Ocnaea auripilosa ingår i släktet Ocnaea och familjen kulflugor.
Artens utbredningsområde är Arizona. Inga underarter finns listade i Catalogue of Life.